# ジェフ・グリフィス
ジェフ・グリフィス（Jeff Griffith、本名不明、生年月日不明）は、1980年代から1990年代に掛けてフィリピンで製作されたアクション映画で活躍した脇役俳優、脚本家である。
クレジット名義は複数あり、『SFXリタリエーター』(1988年/未/ビデオ)ではジェフ・グリフィチ(Jeff Griffich)、脚本を手掛ける傍ら警官役で出演した『地獄の爆走/ブラッド・チェイス』(1989年/未/ビデオ)ではジェフリー・グリフィス(Jeffrey Griffith)とクレジットされた。時にはクレジットなしで出演することもあった。

## 来歴

### フィリピンでの初期のキャリア
1983年のイスラム社会を題材にしたフィリピン映画『フラメンタード』(未ソフト化)に端役で出演した。監督はエフレン・C・ピノン、主演はラモン・レヴィラで、後にフィリピン・アクション・ギャングと称されるロバート・マリウス、デーヴィッド・ライト、ポール・ヴァンス、スティーヴ・ロジャースらとの共演だった。だが、他の面子は直後にスターならずとも活躍していたが、グリフィスは遅れを取って兵士やその他大勢のエキストラに近い端役生活が続いた。余りにも平凡過ぎる容貌が祟ったのかも知れない。この後、1988年辺りまで雌伏の時を過ごすこととなる。

### 抜擢
低予算ながら派手なアクション映画を量産したシリオ・H・サンティアゴ監督作品などの端役出演を続けていたが、一言の台詞ながらボブ・ハンター（ブルーノ・マッテイ）監督のベトナム戦争物『サイゴン野獣刑事』（1988年）のMP役が注目された。かつて『フラメンタード』で一緒だったロバート・マリウス主演のベトナム戦争物『アソールト・プラトーン』（1988年/未/ビデオ）と『マッド・ソルジャー/裏切りの戦場』（1988年/未/ビデオ）で相棒役に起用されて存在感を示した。同年にはジャック・スターレット監督の『殴り込みライダー部隊（フリーク・ファイター）』（1969年）のリメークと言えるシリオ・H・サンティアゴ監督の『ナム・エンジェルス』（未/ビデオ）のバイカーの一人に起用された。主演はスティーヴン・スピルバーグ監督の『オールウェイズ』（1989年）で注目された若手俳優のブラッド・ジョンスン、敵役は豪州俳優のヴァーノン・ウェルズだった。続く1989年にはエディー・ロメロ監督の『脱走半島/ベトナム1983』(未/ビデオ)でもティモシー・ボトムズやジョン・フィリップ・ロウと言った国際派スターと共演した。

### 迷作『ブルドッグ』
キャリアのピークを迎えた1991年には渡辺ケンが監督したベトナム戦争物の力作『ブルドッグ』の5人の主役の傭兵役に起用された。演じるのはロマーノ・クリストフ、倉田保昭、小野進也、マイケル・ウェルボーンで、グリフィスはウェルボーンと同様に大部屋俳優的な兵隊役者で、大抜擢だったが、クリストフや倉田とは格が違い過ぎた。その後、戦争アクション映画の低迷も相まって、出演は途絶えてしまった。

### 助監督の経験
香港系のダヴィアン・インターナショナルの『バトル・ドッグ/怒りの標的』(1989年/未/ビデオ)では端役出演の傍ら第2助監督を務めた。当時のグリフィスは俳優としても好調で、『地獄の爆走/ブラッド・チェイス』(1989年/未/ビデオ)でも脚本に手を染めており、野心の感じられる時期だった。また、『ブレイジング・ガン/革命前夜』(1988年/未/ビデオ)では特機担当としてクレジットされている。

## フィルモグラフィ
1985年
・『コマンド・ファイター』(未/ビデオ)（RCA/コロンビアから発売済み）シリオ・H・サンティアゴ監督、リチャード・ヒル、ブレンダ・バーキ出演
1987年
・『ファントム・ソルジャー』（日本コロムビアから発売済み）アーヴィン・ジョンスン（テディー・ページ）、ジム・ゲインズ（クレジット無し）共同監督、マックス・セーヤー、コーウィン・スペリー、ジム・ゲインズ、マイク・モンティ出演
・『コマンドー者』(未/ビデオ)（徳間コミュニケーションズから発売済み）ドミニク・エルモ・スミス監督、クレイグ・アラン、ジョージ・ニコラス、ロバート・マリウス、フランク・ダックス、ジュディー・グリーン、ニック・ニコルスン出演
・『ビハインド・エネミー・ライン』(未ソフト化)シリオ・H・サンティアゴ監督、ロバート・パトリック出演
・『エンジェル・コマンド』（ヘラルド/ネルソンから発売済み）（テレビ放映＝テレビ東京・木曜洋画劇場枠、石川テレビ・木曜シネマ枠）シリオ・H・サンティアゴ監督、レベッカ・ホールデン出演
1988年
・『特攻部隊/フルメタル・ソルジャー』(未/ビデオ)（RCA/コロンビアから発売済み）シリオ・H・サンティアゴ監督、アンソニー・フィネッティ、ピーター・ネルスン出演
・『ヘル・ミッション/怒りの奪還』(未/ビデオ)（CIC/ビクターから発売済み）ジョン・ライアン・グレース（タータ・エステバン）監督、ジョージ・ニコラス、マイク・モンティ出演
・『アソールト・プラトーン』(未/ビデオ)（徳間コミュニケーションズから発売済み）ロバート・マリウス、ヘンリー・ストラザルコウスキー、アーニー・オルテガ出演
・『マッド・ソルジャー/裏切りの戦場』(未/ビデオ)（徳間コミュニケーションズから発売済み）ロバート・マリウス、マイク・モンティ、エディー・ガーラン出演
・『SFXリタリエーター』(未/ビデオ)（チャンネルコミュニケーションズから発売済み）ジョン・ゲール（ジュン・ガラルド）監督、クリス・ミッチャム、リンダ・ブレア、ゴードン・ミッチェル出演
・『サイゴン野獣刑事』(クレジットなし)（東芝映像から発売済み）ボブ・ハンター（ブルーノ・マッテイ）監督、ブレント・ハッフ、マックス・ラウレル、ロバート・マリウス、ヴェルナー・ポチャス、ブレット・ハルゼイ、ロマーノ・プッポ、マッシモ・ヴァンニ出演
・『グッドバイ・ベトナム』(未/ビデオ)(クレジットなし)（RCA/コロンビアから発売済み）カール・フランクリン監督
・『ナム・エンジェルス』(未/ビデオ）（RCA/コロンビアから発売済み）シリオ・H・サンティアゴ監督、ブラッド・ジョンスン、ヴァーノン・ウェルズ、リック・ディーン、ロミー・ディアス出演
・『ファイナル・ターゲット/血の報復』(未/ビデオ)（CIC/ビクターから発売済み）テッド・ヘミングウェイ（テディー・ページ）監督、ゲーリー・ダニエルズ、ジム・ゲインズ出演
・『ブレイシング・ガン/革命前夜』（未/ビデオ）アーヴィン・ジョンスン（テディー・ページ）監督、コーウィン・スペリー、クリスティーン・エリス出演
1989年
・『エイリアン・フロム・ディープ』(未/ビデオ)(クレジットなし)（松竹から発売済み）アンソニー・M・ドースン（アントニオ・マルゲリーティ）監督、チャールズ・ネーピア出演
・『脱走半島/ベトナム1983』(未/ビデオ)（にっかつから発売済み）エディー・ロメロ出演、ティモシー・ボトムズ、ジョン・フィリップ・ロウ、キャンディー・レイモンド、ロバート・マリウス出演
・『バトル・ドッグ/怒りの標的』(未/ビデオ)（ハミングバード/ビクター音楽産業から発売済み）デーヴィッド・ハント（デーヴィッド・ハン）監督、ジャック・ギルバート、コーウィン・スペリー、アンドレア・ラマッシュ出演
・『レディ・ウェポン(美人刑事シルク)』(未/ビデオ/テレビ放映＝テレビ東京)（東芝映像から発売済み）シリオ・H・サンティアゴ監督、ジョー・マリ・アヴェラーナ共同監督、モニーク・ゲーブリエル、ピーター・ネルスン出演
・『地獄の爆走/ブラッド・チェイス』(未/ビデオ)（徳間コミュニケーションズから発売済み）テッド・ジョンスン（テディー・ページ）監督、アンドリュウ・スティーヴンス、カレン・シェパード出演
・『麻薬捜査官/バニシング・サンダー（バニシング・コップVS恐怖の麻薬組織）』(未/ビデオ/テレビ放映＝テレビ東京・木曜洋画劇場枠1993年7月15日)(クレジットなし)（徳間コミュニケーションズから発売済み）ジョー・マリ・アヴェラーナ監督、レオ・ダミアン、ポール・トチャ、ロバート・マリウス出演
1990年
・『女バトル・ドッグ/地獄の逃走迷路』(未/ビデオ)（ハミングバード/ビクター音楽産業から発売済み）デーヴィッド・ハント（デーヴィッド・ハン）監督、アンドレア・ラマッシュ出演
・『ラン・メイ/ベトナムの熱い日(ダーティ・コマンドー/地獄の要塞)』(未/ビデオ/テレビ放映＝テレビ東京・木曜洋画劇場枠、テレビ金沢・土曜ビッグシアター枠1995年)（東芝映像から発売済み、日本コロムビアから再発売済み）シリオ・H・サンティアゴ監督、スティーヴ・カナリー、カール・フランクリン、ジョーニー・ガンボア出演
1991年
・『ブルドッグ』（日本コロムビアから発売済み）（テレビ放映＝テレビ東京・午後のロードショー枠）渡辺ケン監督、ロマーノ・クリストフ、スパンキー・マニカン、リチャード・ハリスン出演